# 铺散黄堇
铺散黄堇（学名：Corydalis casimiriana）为罂粟科紫堇属下的一个种，是一种植物。

## 扩展阅读
- 維基物種上的相關：铺散黄堇